# Esha Deol
Esha Deol (2 de noviembre de 1981) es una actriz india que aparece en las películas de Bollywood. Hizo su debut como actriz en Koi Mere Dil Se Poochhe por el que ganó un Filmfare a la Mejor Actriz Revelación (2002). Más tarde apareció en varias películas comercialmente exitosas como Dhoom (2004) Dus (2005) y No Entry (2005) - su mayor éxito comercial hasta la fecha.

## Vida personal
Esha nació en Mumbai, Maharashtra, India, y su nombre completo es Esha Dharmendra Deol. El nombre "Esha" proviene de los Upanishads y se deriva de la lengua sánscrita que significa "los amados de Dios". Es la hija mayor de los actores de Bollywood Dharmendra y Hema Malini. Tiene una hermana llamada Ahana. Es la media hermana de los actores Sunny Deol y Bobby Deol, y es la prima hermana del actor Abhay Deol. 
Ella es parte panyabí y parte tamil, y habla tamil al igual que su madre y hermana. Esha Deol se comprometió con su novio Bharat Takhtani, un hombre de negocios el 12 de febrero de 2012.

## Carrera
Deol comenzó su carrera en la película Koi Mere Dil Se Pooche por la que ganó tres premios. Actuó en varias películas sin éxito lanzadas en 2003. En 2004 interpretó a una profesora de francés en Aayutha Ezhuthu. Ella llegó a repetir el papel en el remake Hindi de Yuva. Esto condujo a un avance en su carrera y en ese mismo año, apareció en Dhoom. Tuvo éxito en las películas Dus y No Entry.
Doel interpretó a un fantasma notorio y vengativo en Ram Gopal Verma's Darling (2007), el cual fue revisado positivamente. Taran Adarsh de IndiaFM señaló que, "Esha Deol es excelente en un papel que es nada menos que un desafío. Hubiera tenido un boomerang de viejas glorias en confíar a cualquier actor inferior, Esha se encuentra en forma del orden fantástico aquí. Este debería ser un punto de inflexión en su carrera".
La siguiente película de Doel se tituló Tell Me O Kkhuda. Interpretó el papel principal en la película contraria de Rishi Kapoor. También aparece en Shivam Nair's Ghost Ghost Na Raha con Rahul Bose y Ayaz Khan.